# 氣候變率與變化
气候变率（climate variability）与气候变化（climate change）是描述气候系统状态变化的两个关键概念。气候变率指气候在较长时间尺度上的自然波动，其变化通常围绕长期平均值上下变动，例如年际变化或年代际振荡。气候变化则指气候统计特征发生的持久性改变，时间尺度可达数十年乃至更长。虽然气候变化可指地球历史上任何时期的气候转变，但现今该术语多用于特指工业革命以来受人类活动显著影响的当代气候变化。地球气候系统的能量平衡主要由太陽輻射输入和向外太空的热辐射输出所决定。
地球氣候系統的能量幾乎都來自太陽，同時也會把能量輻射回外太空。能量之傳入以及傳出，以及能量在地球氣候系統中循環，統稱地球能量收支。當能量收大於支，收支呈正，氣候系統即因而變暖；反之，收支呈負，地球就會變冷。
在地球氣候系統中通過的能量，以天氣形式表現，隨地理規模和時間的不同而有變化。一個地區天氣的長期平均值和變率，構成當地的氣候。當氣候系統中各種固有的自然過程把能量分佈改變時，這種變化稱“內部變化”，例子包括海盆內的變化（如太平洋十年振盪和大西洋多年代際振盪）。當氣候系統組成以外的事件造成系統變化時，這類變化就是“外部強迫”的結果。例子包括由太陽能輸出和火山作用等因素所造成的。
氣候變化對海平面變化、植物生命和大規模灭绝事件都有影響，也會影響到人類社會。

## 術語
氣候變率是描述變化的平均狀態和其他氣候特徵（例如極端天氣的可能性等）“在單個天氣事件之外的所有空間和時間尺度上”的變化。有些變化似乎不是由已知氣候系統所引起，而是在看似隨機的時間內發生。這種變化稱為隨機性（或稱雜音。另一方面，周期性變化就相對會規律發生，並以特有的變化或天氣模式出現。
气候变化一詞通常特指人為引發的气候变化（也稱全球暖化）。人為气候变化是由人類活動所引起，這與部分由地球自然過程導致的气候变化不相同。從這個意義上講，气候变化已成為人為全球暖化的代名詞。在科學期刊中，全球變暖是指地表溫度升高，而氣候變化則包括全球暖化和溫室氣體水平增加所造成的其他所有影響。
世界氣象組織 (WMO) 於1966年提出一個相關術語，即climatic change，用來涵蓋時間尺度超過10年但不論原因的所有形式的天氣變化。在1970年代，climatic change被climate change取代，專注於人為原因，因為人類活動很明顯的能把地球的氣候徹底改變。climate change被納入聯合國政府間氣候變化專門委員會（IPCC）和《聯合國氣候變遷綱要公約》（UNFCCC）採用的名稱。climate change（氣候變化）現在既用作這個過程的技術性描述，也作為這個問題的名稱。

## 成因
依最廣義的說法，地球從太陽接收能量以及將能量輻射進入外太空的速率決定地球平衡溫度和氣候。這種能量透過風、洋流和其他機制而分佈到全球各地，對不同地區的氣候產生影響。
可影響氣候的各種因素被稱為氣候強迫(或稱“強迫機制”），包括有太陽輻射變化、地球軌道變化、大陸、大氣和海洋的反照率變化、造山運動和大陸飄移、以及溫室氣體濃度變化等過程。外部強迫是人為（例如溫室氣體和粉塵排放量的增加），也有自然而來（例如太陽能輸出、地球軌道變化，及火山噴發）。有多種氣候變化反饋可放大或減少初始強迫機制。還有一些氣候臨界點，超過之後會產生快速或不可逆轉的變化。
氣候系統的某些部分，如海洋和冰帽，對氣候強迫的反應較慢，而其他部分則反應較快。快速變化的例子之一是火山噴發後，火山灰反射陽光，造成大氣變冷。大氣暖化，海水受熱而膨脹（熱膨脹），但速率緩慢，可能要花上數千年。但也有不同因素組合而產生的影響，例如北極海的反照率因海冰融化而大減，而讓太陽能量輸入增加，會產生季節性的海冰融化加速。
地球內部過程也會導致天氣變化。內部非強迫過程通常涉及海洋和大氣中能量分佈的變化，例如溫鹽環流導致的變化。

### 內部變率
因內部化而引起的氣候變化有時會以周期性或振盪性形式展現。但此外的自然變化，我們無法預測何時會發生，這種變化被稱為隨機性。從氣候的角度來看，氣候變率被認為具有隨機性。如果特定年份的雲很少，就會出現能量不平衡，海洋會將額外的熱量吸收。由於氣候慣性，此現象會“存儲”在海洋中，並在距離原始天氣擾動更長的時間後以變化的形式出現。如果天氣擾動是完全隨機性，此形式稱為白噪音，而冰河或海洋的慣性可將其轉化為氣候變化，其中持續時間較長的振盪會形成較大的振盪，這種擾動稱為布朗噪音（又稱紅噪音）。許多氣候變化具有隨機性，也有周期性，這種現象被稱為隨機共振。2021年諾貝爾物理學獎金中有一半，因德國籍克勞斯·哈塞爾曼和日本裔美國籍真鍋淑郎在氣候模型方面的工作而頒給他們。而義大利籍喬治·帕里西與其同僚引入隨機共振的概念而獲得另一半獎金，喬治·帕里西團隊的貢獻主要是在理論物理學方面的工作。

#### 海洋-大氣變化

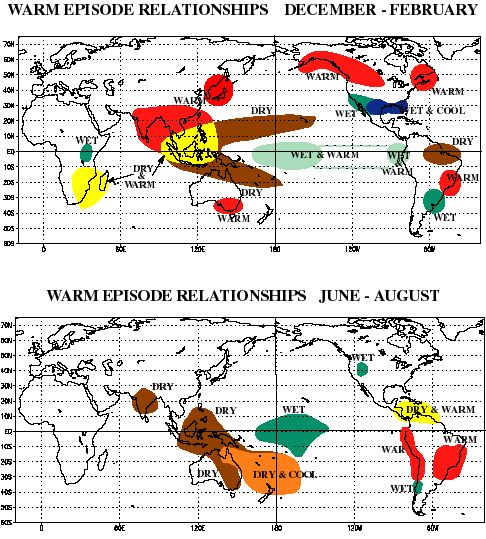
聖嬰現象的影響。

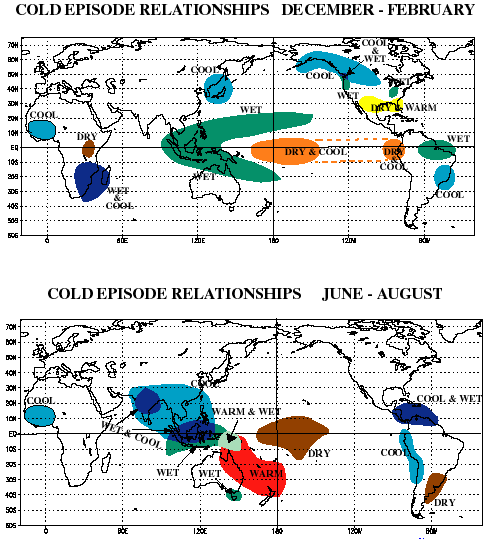
反聖嬰現象的影響。

海洋和大氣可以共同作用，自發產生內部氣候變化，這種變化可一次持續數年至數十年。這些變化可透過重新分配深海和大氣之間的熱量和/或改變雲/水蒸氣/海冰的分佈來影響全球表面平均溫度，而影響地球總體的能量收支。

#### 振盪和周期
氣候振盪（即氣候周期）是全球或區域氣候中任何反復出現的周期性振盪。這些現象有準周期性（並非精確的周期性），因此以傅立葉分析製作的頻譜密度估計中並無尖峰出現。目前已發現或假設許多不同時間尺度的振盪：
- 聖嬰-南方振盪現象 (ENSO) – 太平洋熱帶海面大規模溫度升高（聖嬰現象）和降低（反聖嬰現象）的模式，會影響到全球。這是一種自我維持的振盪，其機制已經過充分研究。[24]ENSO是全球天氣和氣候年際變化最主要的已知來源。每兩到7年發生一次，聖嬰現像在較長的周期內會持續9個月到兩年。[25]由於南美洲西海岸較冷海水上升流的增加，導致赤道太平洋由秘魯延伸到西太平洋長條帶（equatorial cold tongue）不像太平洋其他部分那樣快速變暖。[26][27]
- 馬登－朱利安振盪 (MJO) – 熱帶地區降雨量由西往東移動，周期為30至60天，主要在印度洋和太平洋上發生。 [28]
- 北大西洋振盪 (NAO) – NAO指數經過位於亞速群島蓬塔德爾加達和冰島斯蒂基斯霍爾米/雷克雅維克之間的正常化海平面氣壓 (SLP) 差異計算而得。指數的正值顯示中緯度地區的西風帶氣壓高於平均水平。[29]
- 準兩年震蕩 - 赤道周圍平流層風向（業經充分了解）的振盪。在28個月期間，主導風向由東向變為西向，之後再轉為由西向變為東向。[30]
- 太平洋百年震盪（英语：Pacific Centennial Oscillation） - 由一些氣候模型預測的氣候振盪。
- 太平洋十年振盪 - 北太平洋海面每十年變化的主要模式。在“暖”（或“正”）階段，西太平洋變冷，而東太平洋的部分變暖；在“冷”（或“負）”階段，則出現相反的模式。此震盪被認為不是單一現象，而是種不同物理過程的組合。[31]
- 年代際太平洋振盪（英语：Interdecadal Pacific oscillation） (IPO) – 太平洋區域中較前述十年振盪範圍更廣泛的變化，周期為20至30年發生一次。 [32]
- 大西洋多年代際振盪 - 北大西洋大約每隔55到70年會發生的變化模式，對降雨、乾旱和颶風頻率和強度有影響。[33]
- 北非氣候周期 - 由北非季風驅動的氣候變化，周期為數萬年。[34]（2019年由麻省理工學院在期刊《科學進展（英语：Scientific Advances）》上發表的文章說週期為2萬年。[35]）
- 北極振盪 (AO) 和南極振盪 (AAO) – 此兩環狀模式（北半球為北極振盪 ，南半球為南極振盪）為自然發生，各自涵蓋一個半球的氣候變化模式。這兩種震盪可解釋在數周到數月的時間尺度上，對不同半球產生20-30%變化的原因。兩種環狀模式透過改變風暴的平均路徑，對中高緯度大陸塊，如歐洲和澳大利亞等地的溫度和降水產生強烈影響。 NAO（北大西洋震盪） 可被視為AO的區域索引。[36]它們被定義為從北緯20度到90度 (北極環狀模式，NAM) 或南緯20度到90度（南極環狀模式，SAM) 的海平面壓力（或稱位勢高度）的第一個經驗正交函數（英语：empirical orthogonal function）（EOF）。
- 丹斯高-厄施格周期 - 在末次冰盛期，大約每隔1,500年發生一次的周期。

#### 洋流變化

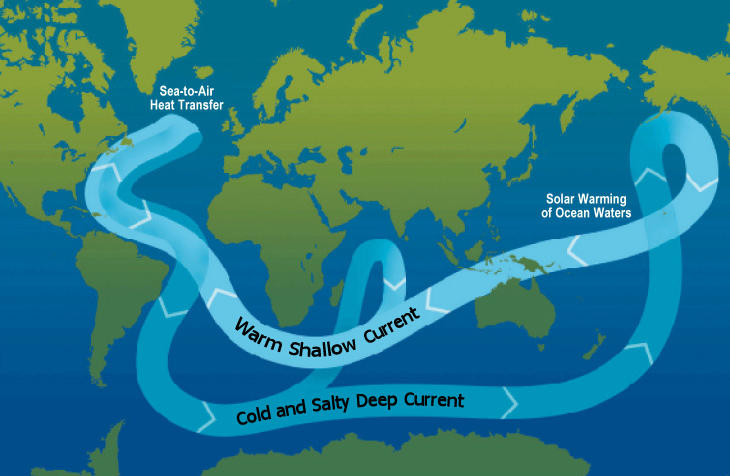
溫鹽環流示意圖。幾千萬年前的大陸板塊運動在南極洲周圍形成無陸地障礙通道，產生南極繞極流，而阻擋暖流接近南極洲。

論及氣候變率，海洋可在百年時間尺度上產生變率，因為海洋的質量是大氣的數百倍，因此具有非常高的容積熱容（熱慣性）。例如溫鹽環流等的海洋過程，在世界海洋熱量再分配而造成變化上具有關鍵作用。
洋流將大量能量從溫暖的熱帶地區輸送到寒冷的極地區域。上一次冰期（技術上稱為上一次冰河時期）前後發生的變化顯示北大西洋的環流會突然發生重大變化，而導致全球氣候變化，即使是進入氣候系統的能量總額沒變化太大也能產生。這些巨大的變化可能由所謂的海因里希事件造成，當時冰帽的內部不穩定導致巨大的冰山釋放進入海洋。當這些冰帽融化時，產生的水含鹽量很低而且溫度很低，能推動溫鹽環流變化。

#### 生物
生物透過其在碳循環和水循環中的作用，加上反照率、蒸發散、雲形成和風化等機制來共同影響氣候。過往
生物影響氣候的例子包括有：
- 23億年前由產氧光合作用演變引發的冰期，把大氣中的溫室氣體（二氧化碳）消耗，並引入游離氧[41][42]
- 3億年前的另一次冰期是由長期掩埋的陸生管束植物的木質素碎屑（形成碳匯和形成煤）所帶來[43][44]
- 5,500萬年前的古新世－始新世極熱事件，因受海洋浮游植物的繁盛影響而告終止[45][46]
- 4,900萬年前，北極淡水植物滿江紅屬繁盛，歷經80萬年而把全球暖化逆轉[47][48]
- 過去4,000萬年的全球變冷是由草食動物生態系統的擴張所推動[49][50]

### 外部影響

#### 溫室氣體

自80萬年前開始的大氣中二氧化碳濃度數據，線圖中深綠色為由冰芯中採樣而得，黑色則為直接由大氣採樣取得。

生物圈釋放的溫室氣體通常被視為反饋（或稱內部）氣候過程，而火山釋放的溫室氣體通常被氣候學家歸類為外部氣候過程。二氧化碳、甲烷和一氧化二氮等溫室氣體會捕獲紅外線而增高氣候系統的溫度。火山也有擴展碳循環的功能，在經歷很長的（地質）時間，從地殼和地幔釋放二氧化碳，抵消沉積岩和其他地質吸收二氧化碳（碳匯）的功能。

#### 人類活動
自第一次工業革命以來，人類一直在燃燒化石燃料而排放二氧化碳、砍伐森林來改變土地利用也會增加溫室氣體排放，並產生氣膠（大氣中的懸浮微粒），及釋放微量氣體（例如氮氧化物、一氧化碳或甲烷）更進一步改變氣候。其他因素，包括土地利用、平流層臭氧耗損、畜牧業（如家牛等反芻亞目動物會產生甲烷）和森林砍伐，也會發揮一定的作用。
美國地質調查局（USGS）估計，火山噴發的排放量遠低於當前人類活動的效果，後者產生的二氧化碳量是火山排放的100-300倍。人類活動每年釋放的會大於超級火山一次釋放的數量，最近一次的超級火山噴發是發生在74,000年前的印尼多峇噴發。

#### 軌道變化

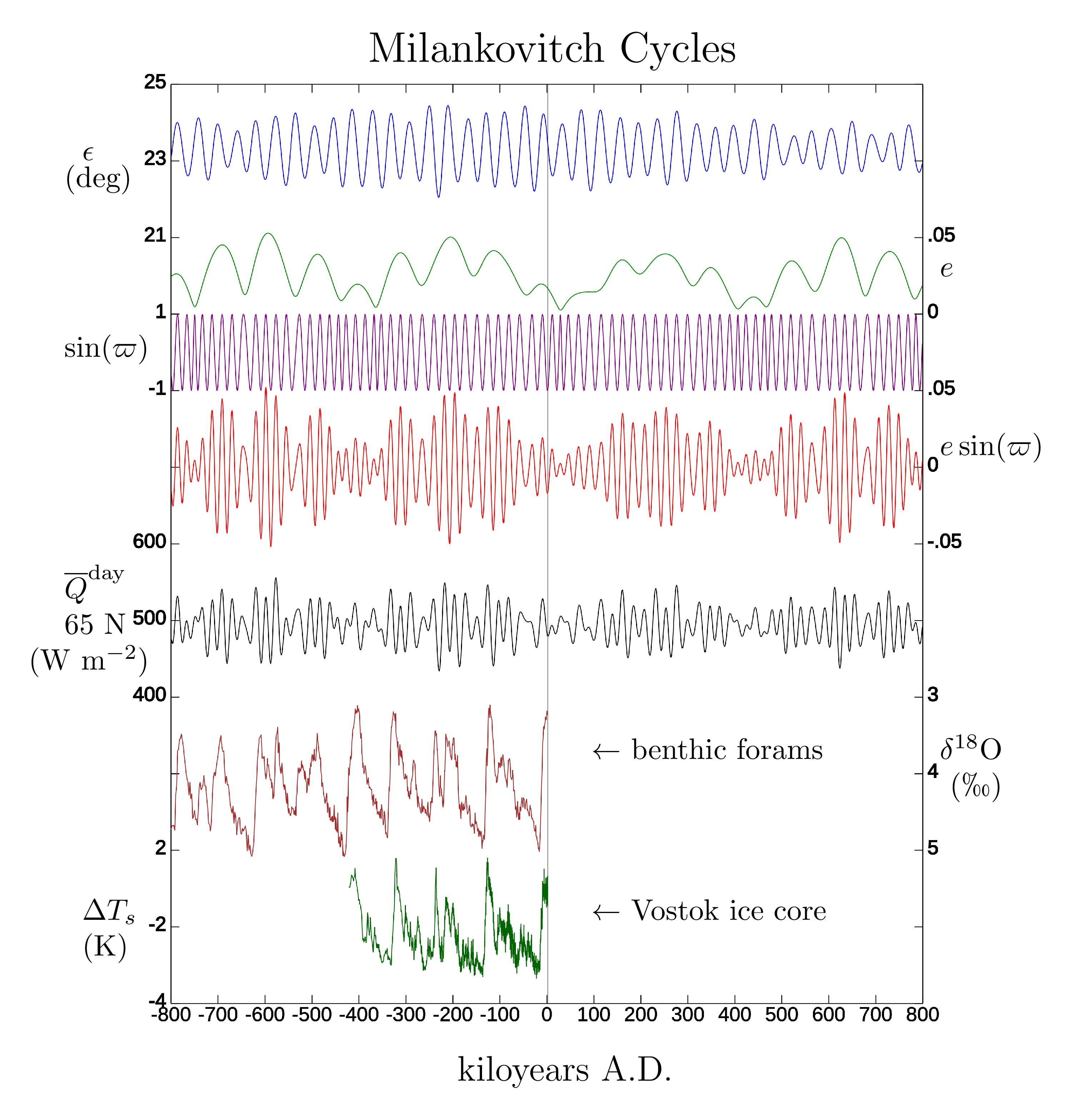
過去80萬年和未來80萬年的米蘭科維奇循環，基準年（0年）為2000年。米蘭科維奇計算過去數百萬年地球的離心率、轉軸傾角和軌道的進動的變化，發現這些參數與地球上氣候模式，尤其是冰河期的關係。

地球軌道的微小變化會導致照射地球的陽光發生季節性及其在全球分佈的變化。地區的年均日照變化很小，但地理和季節分佈可能有很大的變化。地球的三種運動學變化是軌道離心率變化、地球轉軸傾角變化和地軸的進動。三者結合，產生影響氣候的米蘭科維奇循環，並且產生與冰期和間冰期的相關性，撒哈拉沙漠出現及退卻的相關性，以及在地質記錄中的旋迴地層。
在冰期循環期間，二氧化碳濃度與溫度之間存在高度相關性。早期研究，顯示二氧化碳濃度滯後於溫度，但後來發現情況並非總是如此。當海洋溫度升高時，二氧化碳的溶解度降低，會從海洋中釋放。空氣和海洋之間的二氧化碳交換也會受到氣候變化的其他方面影響。這些和其他自我強化過程會讓地球運動的微小變化而產生對氣候的巨大影響。

#### 太陽能輸出

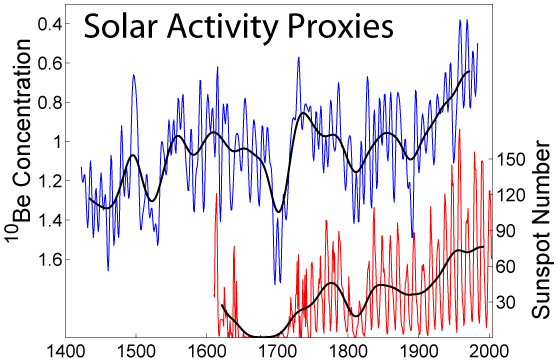
根據觀察太陽黑子及鈹（Be）同位素而得過去幾個世紀的太陽活動變量，在17世紀末期觀測到極少的太陽黑子，該時期稱為蒙德極小期。

太陽是地球氣候系統能量輸入的主要來源。其他來源包括地核的地熱能、月球的潮汐能和放射性化合物衰變時產生的熱量。太陽強度的長期變化會影響全球氣候。太陽能輸出在較短的時間尺度上變化，包括為期11年的太陽週期和較長期的調變。太陽黑子與氣候變化之間的相關性充其量僅為存在，但不強。
在30到40億年前，太陽發出的能量只有今天的75%。如果當時的大氣成分和今天一樣，地球表面就不會存在液態水（而是以結冰型態存在）。但有證據顯示地球早期（在冥古宙和太古宙時期）存在液態水，而產生所謂的年輕太陽黯淡悖論。解釋這個悖論的假設方案包括當時存在一個截然不同的大氣層，其溫室氣體濃度比目前存在的高得多（溫室氣體導致當時地球有較高的溫度）。在接下來的大約40億年裡，太陽的能量輸出增加。在之後的50億年裡，太陽最終會走向死亡，變成一顆紅巨星，然後變成白矮星，將會對地球氣候產生巨大影響。在紅巨星階段，地球上倖存的任何生命均將遭到毀滅。

#### 火山活動

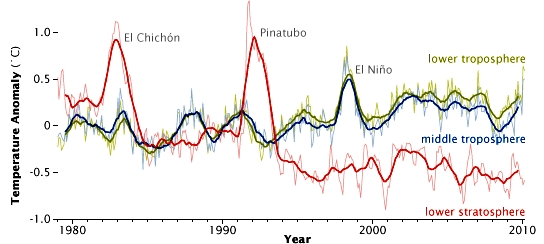
由NASA微波探测装置衛星測得的1979年到2010年地球大氣溫度（受到墨西哥埃爾奇瓊火山和菲律賓皮納土波火山噴發的氣膠影響，而來自海洋的聖嬰-南方振盪現象也有影響）。

被認為足以影響地球氣候，為期超過1年的火山噴發，是那些向平流層注入超過100,000噸二氧化硫的噴發。由於二氧化硫和硫酸鹽氣膠的光學特性，會強烈吸收或散射太陽輻射，而形成一層全球性的硫酸霧霾。平均而言，此類噴發每個世紀會發生數次，並造成冷卻效果（經阻擋部分太陽輻射抵達地球表面）長達數年之久。雖然火山在技術上是地球岩石圈的一部分，而岩石圈本身是氣候系統的一部分，但政府間氣候變化專門委員會（IPCC）明確把火山作用定義為外部強迫因素。
歷史記錄中有名的噴發是菲律賓1991年皮納圖博火山噴發，導致全球氣溫降低約0.5°C（0.9°F）為時3年，和位於今日印尼的1815年坦博拉火山爆發，讓當年成為一個無夏之年。
在更大的範圍 - 每5,000萬到1億間發生幾次 - 大型火成岩區域的噴發，把大量火成岩從地幔和岩石圈帶到地球表面。岩石中的二氧化碳隨後被釋放進入大氣。 
小型火山每次噴發，向平流層注入不到0.1公噸的二氧化硫，導致溫度變化程度與自然變化產生的類似，對大氣的影響很小。但由於較小的噴發會以更高的頻率發生，加總後也會產生巨大的影響。

#### 板塊構造論
在數百萬年的過程裡，地球構造板塊的運動重新改變全球陸地和海洋區域，產生新的地貌，而影響全球或是局部地區的氣候及大氣-海洋環流模式。
大陸的位置決定海洋的形狀、大小及分佈，而會影響海洋環流的模式。海洋的位置對於控制全球熱量和水分的傳遞非常重要，因此在決定全球氣候方面也很重要。板塊構造控制海洋環流的最近一個例子是大約500萬年前巴拿馬地峽的形成，而阻斷大西洋和太平洋之間直接混合。強烈影響到今日的墨西哥灣暖流（一種邊界流），並導致北半球冰帽形成。在大約3到3.6億年前的石炭紀時期，板塊構造可能引發大規模的碳儲存和冰河作用的增加。地質證據顯示超大陸盤古大陸時期存在“巨型季風”環流模式，氣候模型顯示因有超大陸存在，有利於季風的形成。
大陸的面積也很重要。由於海洋具有穩定溫度的作用，沿海地區的年度溫度變化通常低於內陸地區。因此，一個巨大的超大陸將比幾個較小的大陸或是島嶼擁有更多的強烈季節性氣候地區。

#### 其他機制
曾有推測，被稱為宇宙線的離子化顆粒會影響雲層，繼而對氣候發生影響。由於太陽有保護地球免受這些粒子影響的作用，因此也存在太陽活動變化會間接影響氣候的假說。歐洲核子研究組織（CERN）為驗證這一假設，設計一項雲實驗計畫，結果顯示宇宙線的作用太弱，無法對氣候造成顯著影響。
有證據顯示大約6,600萬年前的希克蘇魯伯隕石坑事件，對地球的氣候造成嚴重影響。大量硫酸鹽氣膠噴發進入大氣，全球溫度因此降低26°C，並在3-16年的時間裡產生低於冰點的溫度，而事件經30多年才能恢復。科學家還研究大規模使用核子武器對氣候的影響。假設情況是因此造成的大規模火災，其釋放的煙灰會阻擋大部分陽光，時間長達一年，讓地球溫度在幾年內急劇下降。這種假設的事件被描述為核冬天。
人類對土地的利用會影響地表反射的陽光量和灰塵的濃度（參見地表對氣候的影響）。雲的形成不僅受空氣中水分和溫度的影響，還受空氣中氣膠（如灰塵）數量的影響。如果地球上有許多地區土壤乾燥、植被稀少，且風力強勁的話，就會出現更多的灰塵。

## 氣候變化的證據與測量
古氣候學是研究地球整體歷史中氣候變化的學科。它使用地球和生命科學中的各種代理方法，從保存在如岩石、沉積物、冰帽、樹木年輪、珊瑚、貝殼和微體化石等事物中取得數據。再使用這些記錄來確定過去地球各個氣候區域及其大氣系統的狀態。

### 直接測量
廣泛部署測量設備可直接觀測到氣候變化。從19世紀中後期起，人類已可取得相當完整的全球地表溫度記錄。進一步的研究可間接從歷史文獻中取得。自1970年代起，可透過人造衛星取得雲和降水的數據。直接測量可更全面了解氣候變率。
歷史氣候學研究的是氣候的歷史變化及其對人類歷史和發展的影響。主要來源包括書面記錄，如傳奇、年代記、地圖和地方史，以及繪畫、素描甚至岩畫等圖形表現形式。最近的氣候變化可能源於定居點和農業模式的變化。考古學證據、口述歷史和歷史文件可提供對過去氣候變化的洞察。氣候變化與各種文明的興起和崩潰有關聯。

### 代理測量

在俄羅斯南極大陸沃斯托克站取得冰芯，測量出過去45萬年的大氣二氧化碳、溫度及灰塵數據。

過去氣候的各種資料存於岩石、樹木和化石之中。從這些資料檔案中，可得出間接的氣候測量值，即所謂的代理值。使用海洋沉積物、冰芯、洞穴內石筍和樹木年輪等替代物對前幾個世紀和歷代降水氣候變化做推測，所得結果並不完整，但可得到近似的結果。壓力、降水量過少或溫度不佳都會改變樹木的生長速度，讓科學家藉由分析樹木年輪的生長速度來推斷氣候趨勢。研究此的科學分支稱為樹木氣候學。冰和留下的冰磧含有豐富的內涵 - 包括有機質、石英和鉀，這些物質可用來確定年代 - 由此得知冰河前進和後退的時期。
對從冰帽（如南極冰蓋）鑽取的冰芯進行分析，可顯示溫度與全球海平面變化之間的關係。冰芯氣泡中的空氣也可揭示遙遠過去大氣中二氧化碳的變化，此類變化遠早於受到現代環境的影響。這些冰芯提供的資訊一直是研究數千年來二氧化碳變化的重要指標，並提供有關古代和現代大氣條件差異的寶貴信息。根據方解石和冰芯樣本中的18O/16O比率（參見氧同位素比率循環）可用於推斷遙遠過去的海洋溫度，是利用代理測量的一個例子。
植物的殘餘，特別是花粉，也被用來研究氣候變化。不同氣候條件下的植物分佈不同。不同植物群的花粉具有截然不同的形狀和表面紋理，而且由於花粉的表面由非常有韌性的材料構成，不易腐爛。在不同沉積層中發現的花粉類型變化可顯示植物群落的變化。這些變化通常是氣候變化的標誌。例如花粉研究已被用於追踪第四紀冰河時期整體植被模式的變化，尤其是末次盛冰期開始的這一段。甲蟲的遺骸在淡水和陸地沉積物中很常見。在不同的氣候條件下往往會出現不同種類的甲蟲。由於甲蟲的廣泛譜系經歷幾千年，基因構成卻沒發生顯著變化、對不同物種在當前氣候分佈的了解，以及確定遺骸所在沉積物的年代，可推斷出過去的氣候條件。

### 分析與不確定性
檢測氣候周期遇到的困難處是地球氣候在大多數古氣候時期，一直是以非周期的方式變化。目前我們正處於人為全球暖化的時期。在更大的時間框架內，地球正經歷過最近的冰河時代，從全新世氣候最適宜期開始冷卻，從“小冰期”開始暖化，這表示氣候在過去15,000年左右的時間裡一直在變化。在溫暖時期，溫度波動的幅度通常較小。以反覆冰河作用為主的更新世時期，是由更穩定的中新世和上新世氣候條件下發展而來。全新世的氣候一直比較穩定。這些變化都導致尋找氣候周期性的工作變得複雜。
來自陸地-海洋-大氣系統的正回饋、負回饋和生態穩定性通常會減弱或逆轉較小的影響（無論是來自軌道強迫、太陽輸入變化還是溫室氣體濃度的變化）。某些涉及雲等過程的回饋也具有不確定性。對於飛機雲、天然卷雲、海洋二甲硫醚和陸基等價物，存在關於對氣候溫度影響的競爭理論，例如兩種不同的虹膜假說（認為紅外線輻射洩漏是種地球暖化的負回饋）和CLAW假說（認為浮游植物受地球暖化的影響而繁殖，最終產生負回饋）。

## 影響

### 生命

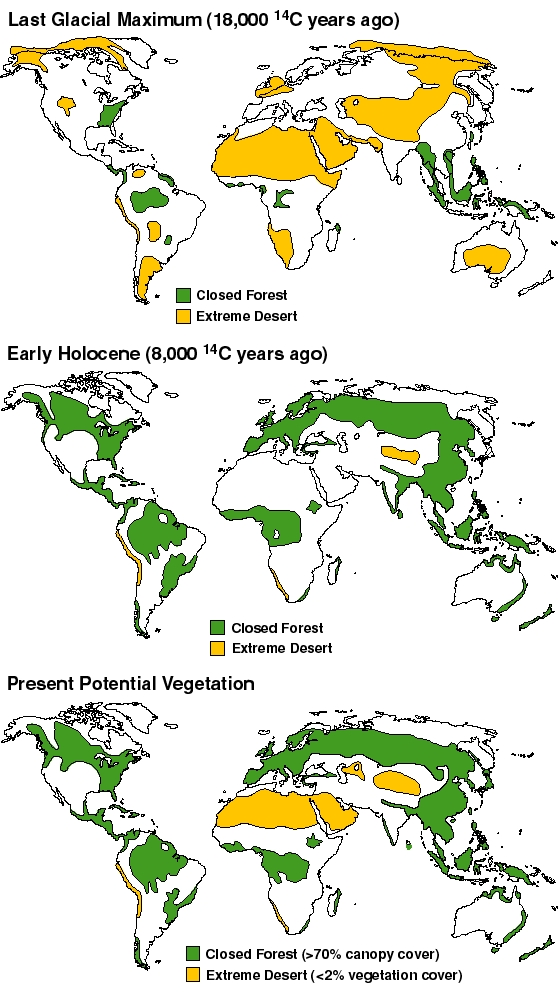
上圖：乾旱冰期中圖：大西洋時期, 溫暖及潮濕下圖：推測現代的植被（假設未受到人類農業活動的影響）。

#### 植被
氣候變化會導致植被類型、分佈和覆蓋率發生變化。有些氣候變化會導致降水量增加和溫度升高，而促進植物生長並隨後把空氣中的二氧化碳封存。預計這些因素會影響許多自然循環的速率，例如凋落物分解速率。]一個地區的溫度逐漸升高將導致開花和結果時間提前，而推動依賴生物的生命周期所需時間發生變化。反之，寒冷會導致植物生物循環滯後。
但在某些情況下，更大、更快或更徹底的變化會導致植被壓力、植物快速流失和沙漠化。這方面的一個例子是石炭紀雨林崩潰事件 (CRC) ，這是在3億年前的一次滅絕事件。廣袤的熱帶雨林覆蓋當時歐洲和美洲的赤道地區。氣候變化摧毀這些熱帶雨林，突然將棲息地分割成孤立的“島嶼”，並導致許多動植物物種滅絕。 

#### 野生動物
動物應對氣候變化的最重要方式之一是遷移到更溫暖或更寒冷的地區。在更長的時間尺度上，進化讓包含動物在內的生態系統更能適應新的氣候。當快速或大規模的氣候變化，超過生物能夠調適的程度時，會導致大規模滅絕。

#### 人類及文明
過去文明的崩潰（如馬雅文明）可能與降水循環有關，尤其是乾旱，而馬雅文明的例子也與西半球暖池有關聯。大約7萬年前，超級火山多峇噴發事件在冰河時代造成一個特別寒冷的時期，導致人類種群可能出現人口瓶頸。

### 冰凍圈的變化

#### 冰河和冰帽
冰河被認為是氣候變化時最敏感的指標之一。它們的大小取決於雪輸入和融化輸出之間的質量平衡。冰河隨著溫度升高而導致融化加快，除非降雪量能補足，否則就會退卻。冰河會因自然變化和外部強迫而增長或是縮小。在特定季節中的冰河，其演變會受到溫度、降水和水文的強烈影響。
自上新世中晚期（大約300萬年前）以來最重要的氣候過程是冰河和間冰期的循環。最近的間冰期（全新世）已持續大約11,700年。受米蘭科維奇循環的影響，大陸冰帽的上升和下降以及海平面的顯著變化等反應幫助創造了氣候。但其他變化，包括海因里希事件、丹斯高-厄施格周期和新仙女木期，說明在沒有軌道強迫的情況下，冰河變化也能影響到氣候。

#### 海平面變化
在大約25,000年前的末次冰盛期，海平面比今天大約低130米。之後冰河消退，海平面快速上升。在上新世早期，全球溫度比現在高1-2˚C，但海平面比今日高15-25米。

#### 海冰
海冰會影響從地球反射的陽光總量，在氣候形成中發揮重要作用。地球的海洋過去有幾次在幾乎完全被海冰覆蓋，呈現所謂的雪球地球狀態，而在溫暖氣候時期，海洋完全無冰。當全地球，尤其是在熱帶和亞熱帶存在大量海冰時，因為冰反照回饋強烈，更具氣候敏感度。

## 氣候史
在整個地質時期中通常充斥各種氣候強迫，地球溫度的某些過程可能是種自我調節的結果。例如在雪球地球時期，大片冰河和冰帽橫跨地球赤道，幾乎覆蓋整個地球表面，極高的反照率導致極低的溫度，而冰雪的積累可能會通過沉降而去除大氣中的二氧化碳。但由於缺乏植物覆蓋層來吸收火山排放的二氧化碳，表示溫室氣體可能會在大氣中積累。當時也沒暴露的矽酸鹽岩石（在風化時會消耗二氧化碳），而造成暖化作用，最後導致冰融化而讓地球溫度回升。

### 古新世－始新世極熱事件

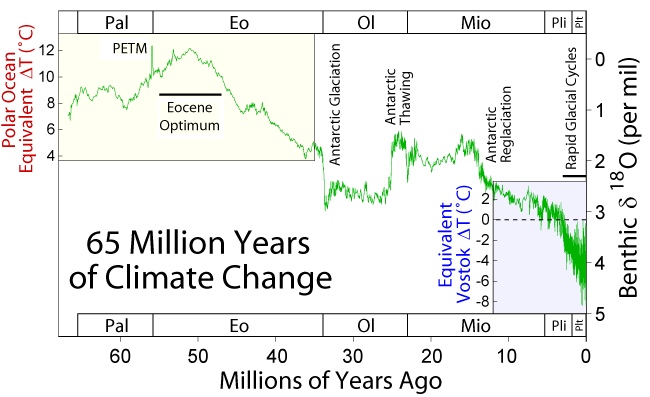
使用代理資料（包括存在有孔蟲門中的^{18}O比率）推算出過去6,500萬年的氣候變化。

古新世-始新世極熱事件 (PETM) 的整個期間，全球平均溫度升高超過5-8 °C。 這一氣候事件發生在古新世和始新世地質時代的時間分界線上。事件期間釋放出大量甲烷（是種強效溫室氣體）。此事件代表現代氣候變化的“案例”，因為當時的溫室氣體是在地質學上相對較短的時間內釋放的。在PETM期間，深海中的生物發生大規模滅絕。 

### 新生代
在整個新生代，多重氣候強迫導致大氣暖化及變冷，而導致南極冰蓋的早期形成，之後融化，和後來的再次冰河作用。當時溫度變化有點突然，二氧化碳濃度約為600-760ppm（目前濃度約為412ppm，在2000年約為370ppmm），溫度比今日高約4°C。在更新世期間，冰河期和間冰期的周期大約為100,000年發生一次，但當軌道偏心率接近零時，間冰期可能會停留更長時間，就像目前的間冰期一樣。以前的間冰期，如上次的伊米亞間冰期溫度比今天更高、海平面更高，而且南極西部冰蓋發生部分融化。
氣溫會顯著影響雲量和降水。溫度較低時，空氣中的水蒸氣較少，導致降水減少。在18,000年前的末次冰盛期，靠熱驅動從海洋蒸發而移往大陸陸地的水蒸氣很低，造成大面積的極端沙漠，包括極地沙漠（寒冷，但雲量和降水率低）。相較下，8,000年前溫暖的大西洋時期開始時，世界的氣候比今天多雲且多雨。

#### 全新世

由數種來源得到過去12,000年的氣溫資料，黑色粗線為平均值。

全新世的特點是在全新世氣候最適宜期之後開始出現長期降溫，當時的溫度可能僅略低於當前（21世紀第二個十年）溫度，期間有強烈的非洲季風，在非洲濕潤時期於當今的撒哈拉沙漠創造草原條件。從那時起，出現幾起冰段事件，包括有：
- 皮奧拉振盪（英语：Piora Oscillation）
- 中青銅時代冷紀（英语：Middle Bronze Age Cold Epoch）
- 中世紀溫暖期
- 小冰期
- 冷卻階段（約1940年 - 1970年），導致全球寒化假說出現

相較之下，期間也出現幾個暖期，包括但不限於：
- 邁諾斯文明頂峰時期的溫暖期
- 羅馬溫暖期
- 中世紀溫暖期
- 20世紀的全球暖化

在這些周期中產生某些影響。例如在中世紀暖期，今日的美國中西部極度乾旱，包括今日在內布拉斯加州名為沙丘的地方都是活躍的沙丘。由鼠疫桿菌造成的黑死病瘟疫也發生在中世紀溫暖期的氣溫波動期間，可能與氣候變化有關聯。
太陽活動可能是導致1930年代達到頂峰的現代暖化的部分原因。但太陽周期未能解釋自1980年代至今觀察到的全球暖化趨勢。西北航道的開通和最近創紀錄的現代北極縮減，造成的最低冰量等事件至少在前幾個世紀並未發生，因為早期的探險者都無法穿越北極，即使在夏天也是如此。

### 現代氣候變化與全球暖化
由於人類排放溫室氣體，全球地表溫度開始上升。全球暖化是現代氣候變化的一個面向，此名詞還包括降水、風暴路徑和雲量的變化。結果是世界各地的冰河正在顯著縮減（參見1850年起的冰河退卻現象）。南極洲和格陵蘭的陸地冰帽自2002年以來一直在流失中，2009年起流失加速。全球海平面由於海水受熱熱膨脹和冰融化，而一直上升。北極海冰在過去的幾十年裡，其面積和厚度的減少，進一步證明氣候正快速變化中。

#### 地區間差異
- 土地與海洋比較. 地表溫度升高速度快於海洋，[131]原因是海水可把90%的熱量吸收。[132]
- 南北半球. 兩個半球的平均溫度變化[133]有分別，原因是北半球有較大的土地面積，以及全球洋流的影響。[134]
- 不同緯度. 三個不同地球表面緯度，各自包含地球30%、40%及30%的區域，在最近幾十年有明顯不同的溫度增長。[135]
- 不同高度. 變暖條紋（英语：warming stripes）圖像（藍色表示冷，紅色表示熱）顯示溫室氣體把熱量困在低緯度大氣中，而高緯度大氣少受到溢出熱量，因此變冷。火山噴發會造成高層大氣（英语：Upper atmosphere）度突然升高。[136]
- 全球相對於區域. 由於地理與統計性的原因，區域性（例如地中海）的逐年變化差異會高於全球性的。[137][138]
- 相對標準偏差. 雖然北美洲比美洲熱帶地區增加更高的溫度，但美洲熱帶的氣溫變化與歷史變化有更大的偏差。[139]

除全球氣候變率和全球氣候隨時間變化之外，在不同區域又發生不同的變化。
由於海洋已吸收大約90%的多餘熱量，顯示的是陸地表面溫度比海洋表面的上升更快。北半球陸地與海洋的比例遠大於於南半球，顯示出更大的平均溫度上升。.不同緯度也反映出這種平均溫度升高的差異，北半球熱帶以外區域的溫度上升程度超過熱帶的，而北半球熱帶以外區域的又超過南半球的。
大氣層的上層區域寒化，而同時與大氣層的低層暖化同時發生，證實溫室效應和臭氧消耗的作用。contemporaneously
根據觀察到的區域氣候變化（例如通過對比（更平穩的）年度全球變化與（較不穩定的）區域的年度變化，或是把不同地區的暖化模式與其各自的歷史變化進行比較，把最新的溫度變化模式取代各地區以往的模式），可證實持續變化確實存在。
觀測區域變化有可能推測區域化的氣候臨界點，例如雨林損失、冰帽和海冰融化以及永凍層融化。這種區域變化是對可能的全球氣候突變臨界點進行研究的基礎。